# Гермелін (порода кролів)
Гермелін (Hermelin) — порода кролів, нині найменша порода серед декоративних кролів. Його максимальна вага може досягати 1,5 кілограма. Інші назви: польський кролик, горностай.

## Історія
Ця порода кролів була виведена в 19 столітті в Польщі. Спочатку кролики цієї породи були тільки з червоними очима, але до початку 1920 р. шляхом селекції вдалося вивести кролів з блакитними очима, кількома роками пізніше з'являються кролики з короткими вухами і укороченою мордочкою.

## Біологічні характеристики
У кроликів Гермелін є чіткі стандарти породи:
- колір шерсті: білий;
- колір очей: блакитний, червоний;
- мордочка: укорочена округла;
- вага: 750—1500 г (ідеально від 900 до 1100 г);
- вуха: короткі, розташовані близько одне до одного, щільний вовняний покрив, прямі;
- тулуб: компактний, шия не виділяється;
- хвіст: маленький, щільно прилягає до спини;
- лапи: короткі, з прозорими кігтиками.

У породи дуже завзятий і доброзичливий характер. Проте існують відмінності в характері самців і самок. Самки більш активні, відрізняються крутим норовом, самці навпаки має поступливий характер. Він стане прекрасним компаньйоном і другом як для самотньої людини, так і для великої родини.